# UB-44号潜艇
陛下之UB-44号艇是德意志帝国海军于第一次世界大战期间建造的其中一艘UB-II型近岸潜艇或称U艇。它由不来梅的威悉船厂承建，自1915年9月3日开始铺设龙骨。其全长36.9米，水面及水下排水量分别为272吨和305吨，艇载武器则包括两具500毫米的艇艏鱼雷发射管以及一门88毫米口径甲板炮。完工后的艇体被拆解成若干部分并通过铁路运输至奥匈帝国港口普拉进行重新组装，并于1916年4月在当地下水及交付使用。
在为期三个月的服役生涯中，UB-44号被部署至普拉区舰队，并参与了地中海潜艇战。该艇共进行过两次巡逻，仅击沉了1艘容积总吨为3409吨的英国商船。1916年8月初，UB-44号从卡塔罗出发前往加里波利半岛，但从未抵达。其最终结局尚无定论，但有可能是8月8日在帕克西岛附近遭鱼雷艇击沉。

## 设计及建造
第一次世界大战爆发后，随着U艇战形势的发展，UB-I型潜艇排水量过小、适航性不佳、推进系统可靠性低等问题愈发凸显。一个主要问题是，由于它们只有单个螺旋桨轴和发动机组合，如果其中任何一个部件发生故障，潜艇就会几乎完全失效。为了纠正相关缺陷，潜艇监察局于1915年4月研发了UB-I型潜艇的放大版——UB-II型。UB-II型艇采用了双桨双发配置（每个发动机驱动一根轴），同时也提高了潜艇的航速。新的设计还包括续航能力更强的蓄电池、更大的鱼雷发射管和甲板炮。作为UB-II型艇的一份子，UB-44号还可以携带两倍于UB-I型的鱼雷载荷，以及将近十倍的燃料。为了适应所有这些变化，其艇体更大，而且水面和水下排水量均是UB-I型艇的两倍以上。
UB-44号是不来梅威悉船厂承建的UB-II型第二批次（UB-42至UB-47号）三号艇，由德国国家海军办公室于1915年7月31日订购。其全长36.90米，舷宽4.37米。艇体采用单壳体加鞍形水柜构造，浮起时的吃水深度为3.69米，水面及水下排水量分别为272吨和305吨。其主机为两台戴姆勒六缸四冲程270匹公制馬力（200千瓦特）柴油机用于水面运行，以及两台280匹公制馬力（210千瓦特）的西门子-舒克特电动发电机用于水下航行；水面最高航速8.82節（16.33每小時），水下6.22節（11.52每小時）；能够在水面以5节航速续航6,940海里（12,850），或以5節（9.3每小時）连续在水下航行45海里（83）而无需充电。蓄电池被放置在中央潜柜的前方，以配平更重的发动机安装。其最大潜水深度为50米，潜没需时为30－45秒。
UB-44号的主武器为两具500毫米艇艏鱼雷发射管，采用层叠式布局，以实现可以创造最佳表面效率的舷弧设计；鱼雷携带量为4枚，威力亦显著提高。辅助武器是一门88毫米30倍径速射炮。司令塔增加了一具潜望镜，并配备了1根两段式可伸缩通信桅杆，前水平舵外形也做了调整。其标准船员编制为2名军官加21名水兵。
UB-44号自1915年9月3日开始铺设龙骨。由于舷宽突破了铁路限界，大多数UB-II型艇都是在竣工后独力驶往作战港口，但作为在建造中即被指派至地中海服役的六艘姊妹艇之一，UB-44号仍然是通过铁路运往奥匈帝国的海军基地普拉。解决办法是将艇体纵向剖开，分成大致相等的若干部分后，再通过铁路平车装运。威悉船厂的工人会在普拉重新组装该艇，UB-44号于1916年4月20日在当地下水。

## 服役历史
1916年5月11日，UB-44号在经验丰富的艇长、时年28岁的海军中尉弗朗茨·魏格尔的指挥下正式入役。作为魏格尔指挥的第四艘U艇，它随即被编入普拉区舰队。尽管区舰队的基地设于奥匈帝国的军港普拉，但其下属潜艇却主要在更南端、更靠近地中海的卡塔罗基地执行任务。它们通常只会返回普拉进行维修。
6月30日，魏格尔率UB-44号取得了他们的唯一战功，在距克里特岛锡得罗角东南约46海里（85）处击沉了英国轮船摩里斯号（Moeris）。这艘容积总吨为3409吨的货轮当时正从格拉斯哥驶往亚历山大港，沉没时共造成3名船员罹难。
在同盟国占领罗马尼亚南部之后（参见第一次世界大战中的罗马尼亚），德意志帝国海军便有足够的燃油供部署至黑海的潜艇使用。为此，UB-44号及其普拉区舰队的三艘姊妹艇奉命前往君士坦丁堡，沿途必须穿越协约国已在1916年中期布设了大量水雷的达达尼尔海峡。UB-44号于8月8日从卡塔罗出发前往加里波利半岛的赫尔辛斯坦德（Hersingstand），计划去接一名引水人穿越达达尼尔海峡，但从未抵达。
UB-44号的最终结局尚无定论。战后有两份英国报告将该艇列为7月30日阻塞奥特朗托的受害者，但正如作家德怀特·梅西默所指出的那样，德国人的记录显示UB-44号直至九天后才离开卡塔罗。梅西默报告称，UB-44号或许是遭368号鱼雷艇（可能是驻布林迪西的法国鱼雷艇）击沉——据雅典报纸报道，8月8日，一艘U艇在帕克西岛对开约6海里（11）处被一枚长矛炸弹击沉。

## 袭击历史摘要
| 日期          | 船名     | 船籍 | 吨位 | 结局 |
| ------------- | -------- | ---- | ---- | ---- |
| 1916年6月30日 | 摩里斯号 | 英国 | 3409 | 击沉 |

## 脚注
1. 1 2 3  Helgason, Guðmundur. . German and Austrian U-boats of World War I - Kaiserliche Marine - Uboat.net.   [2009-02-12].
2. 1 2 3 4  Gröner 1991，第23-25頁.
3. 1 2 3  Helgason, Guðmundur. . German and Austrian U-boats of World War I - Kaiserliche Marine - Uboat.net.   [2009-02-13].
4. 1 2 3  Miller，第48頁.
5. 1 2 3 4  陈进，第47頁.
6. ↑  Williamson，第13頁.
7. 1 2 3 4  Tarrant，第172頁.
8. ↑  Rössler，第50頁.
9. 1 2  Halpern，第383頁.
10. ↑  Miller，第49頁.
11. ↑  Helgason, Guðmundur. . German and Austrian U-boats of World War I - Kaiserliche Marine - Uboat.net.   [2009-03-04].
12. ↑  Halpern，第384頁.
13. ↑  Helgason, Guðmundur. . German and Austrian U-boats of World War I - Kaiserliche Marine - Uboat.net.   [2009-02-13].
14. 1 2  Halpern，第248–249頁.
15. ↑  Halpern，第461頁.
16. 1 2  Messimer，第165頁.
17. ↑  Helgason, Guðmundur. . German and Austrian U-boats of World War I - Kaiserliche Marine - Uboat.net.   [2015-03-08].